# Macropsis hispanus
Macropsis hispanus är en insektsart som beskrevs av Dlabola 1963. Macropsis hispanus ingår i släktet Macropsis och familjen dvärgstritar. Inga underarter finns listade i Catalogue of Life.